# Пиер Байяр
Пиер Байяр (на френски: Pierre Bayard) е френски литературен критик, преподавател, писател и психоаналитик.

## Биография
Байяр е роден на 2 декември 1954 г. в Амиен. Следва литература в „Екол нормал“, където защитава докторат. Допълнително следва и получава диплома за клинична психология и личен анализ. От 1986 г. е преподавател по френска литература и професор в университета Париж-VIII.
Първата му книга, „Balzac et le troc de l'imaginaire. Lecture de La Peau de chagrin“ (Балзак и смяната на въображаемото. Четене на „Шагренова кожа“), е издадена през 1978 г.
Прочува се с „Как да говорим за книги, които не сме чели“ от 2007 г. В тази книга с много хумор критикува идеята, че има ясна граница между четене и не-четене, и приканва читателите да изградят едни по-свободни, и по-малко сложни взаимоотношения с литературния текст. Във Франция книгата става бестселър. През 2012 г. Байяр разработва формулата като публикува „Как да говорим за места, които не сме посетили“ и се връща отново към нея в 2020 г., когато публикува „Как да говорим за факти, които не са се случили“.
Байяр е основоположник на „интервенционистичната критика“, като е срещу неутралната критика на литературните произведения. В есетата си често разследва случаи на ненаказани литературни престъпници (поради небрежност на създателите им).
В книгата си „Qui a tué Roger Ackroyd?“ (Кой уби Роджър Акройд?) от 1998 г. прави преглед на разследването на детектива Еркюл Поаро в романа „Убийството на Роджър Акройд“ и представя на читателите мотиви за допуснатите грешки. Същата тема поставя и в книгата си „L'Affaire du Chien des Baskerville“ (Аферата „Баскервилското куче“) от 2008 г., в който предполага, че Шерлок Холмс не е разкрил истинския убиец в романа „Баскервилското куче“ и е трябвало да стигне до други заключения. В книгата си „La vérité sur Dix petits nègres“ (Истината за „Десет малки негърчета“) от 2019 г. напълно поставя под въпрос решението, предоставено от Агата Кристи, за обяснение на случая. А в книгата си „Enquête sur Hamlet. Le Dialogue de sourds“ (Разследване на Хамлет. Диалогът на глухите) от 2002 г. твърди, че Клавдий не е убил бащата на Хамлет.
През 2015 г. заедно с историчката и теоретик на изкуството Соко Фай основава Международния център за изследвания и образование на масови убийства (CIREMM), който има за цел да подпомогне на национално и международно ниво изследванията на масовите убийства, вкл. геноцида, колективните самоубийства и престъпленията срещу културата и цивилизацията.
Награда за цялостно творчество на името на Маргьорит Юрсенар е присъдена на Байяр в 2021 г.
Пиер Байяр живее със семейството си в Париж.

### Книги за писателя
- Pour une critique décalée. Autour des travaux de Pierre Bayard (2010) – от Лоран Цимерман, с участието на Умберто Еко, Жерар Женет, Жан-Филип Тусен